# Красный Узел (станция)
Кра́сный У́зел — узловая станция Горьковской железной дороги в посёлке Ромоданово Республики Мордовия.

## Описание
Железнодорожная станция Красный Узел (ранее Ромоданово, Тимирязево) упоминается как крупный узел, с которого началось строительство исторической железной дороги Ромоданов — Нижний Новгород, одной из хордовых линий Московско-Рязанско-Казанской дороги. Путевая инфраструктура, здания и сооружения возводились по всему участку с 1896 по 1903 годы. Сама станция была открыта для пассажирского движения в 1893 году.
Относится к Муромскому региону Горьковской железной дороги. Линия, отходящая в сторону Рузаевки, начиная с 54 км, относится к Куйбышевской железной дороге. Обычно на станции производится смена локомотива пассажирских составов и локомотивных бригад.
Ближайшие крупные станции: направление на Рузаевку: Саранск-1, направление на Арзамас: Лукоянов, направление на Канаш: Алатырь.
По объёму выполняемой работы станция Красный Узел относится ко 2-му классу, по характеру выполняемой работы является участковой. Электрифицирована постоянным током. Станция имеет 11 путей, из них 2 главных (№№ 2, 3) и 9 приёмо-отправочных (№ 1, №№ 4-11). В нечетной горловине станции расположен охраняемый переезд. Обслуживающий РЦС: РЦС-1 Муром. Комплексный контроль за техническим состоянием железнодорожных путей осуществляет Лукояновская дистанция пути (ПЧ-30).

### Границы станции
В нечётном направлении
Со стороны станции Атьма: входной светофор литера «НА».
Со стороны станции Рейтарский: входной светофор литера «НК».
В чётном направлении
Со стороны станции 46 км: по I главному пути дополнительный входной светофор литера «ЧД», по II главному пути входной светофор литера «Ч».

### Прилегающие перегоны
В нечётном направлении
Красный Узел — 46 км — двухпутный.
 По I главному пути односторонняя трёхзначная автоблокировка для движения пассажирских и грузовых поездов нечетного направления.
 По II главному пути односторонняя трёхзначная автоблокировка для движения пассажирских и грузовых поездов четного направления.
В чётном направлении
Красный Узел — Рейтарский — однопутный. 
 Двусторонняя трёхзначная автоблокировка для движения пассажирских и грузовых поездов обоих направлений на автономной тяге.
Красный Узел — Атьма — однопутный.
 Двусторонняя трёхзначная автоблокировка для движения пассажирских и грузовых поездов обоих направлений на автономной тяге.

## Пассажирское движение
Пригородные перевозки в сторону Рузаевки и обратно осуществляет Башкортостанская ППК электропоездами ЭД4М, ЭТ2М приписки ТЧ-11 Безымянка. В сторону Ужовки и обратно тепловозом 2М62У приписки ТЧЭ-14 Ульяновск. Пригородные перевозки в сторону Алатыря и обратно осуществляет ППК «Содружество» дизель-поездами РА1 и РА2 приписки ТЧ-18 Канаш.
Составы пассажирских поездов дальнего следования обслуживаются:
- На электрифицированном участке электровозами ЭП2К приписки ТЧ Самара и ТЧЭ Москва-Сортировочная-Рязанская.
- На неэлектрифицированном участке тепловозами ТЭП70 и ТЭП70БС приписки ТЧ Агрыз, 2ТЭ10М приписки ТЧ Юдино.

### Основные направления
| Страна  | Пункт назначения |
| ------- | --- |
| Россия1 | Санкт-Петербург, Адлер, Анапа, Барнаул, Воркута, Екатеринбург, Ижевск, Казань, Киров, Мурманск, Нижний Новгород, Новороссийск, Омск, Пермь, Самара, Симферополь, Тихорецкая, Томск, Уфа, Рузаевка, Алатырь, Ужовка |

1 — В связи с распространением коронавирусной инфекции введены ограничения: некоторые поезда могут быть временно отменены до особого указания..

### Перевозчики и расписание
| Перевозчик                                           | Дистанция                               | Расписание             |
| ---------------------------------------------------- | --------------------------------------- | ---------------------- |
| Российские железные дороги (ФПК)                     | Дальнее следование                      | РЖД                    |
| Гранд Сервис Экспресс                                | Дальнее следование                      | Поезд «Гранд Экспресс» |
| Пригородная пассажирская компания «Содружество»      | Межрегиональное и пригородное сообщение | ППК «Содружество»      |
| «Башкортостанская пригородная пассажирская компания» | Межрегиональное и пригородное сообщение | БППК                   |

## Грузовые перевозки
Составы грузовых поездов обслуживаются:
- На электрифицированном участке электровозами ВЛ10 приписки ТЧ Пенза III, ТЧ Дёма, 2ЭС6 приписки ТЧ Кинель.
- На неэлектрифицированном участке тепловозами 2ТЭ25КМ приписки ТЧ Агрыз; 2/3ТЭ10М, 2/3ТЭ10У и 4ТЭ10С приписки ТЧ Юдино.